# Szuszanik Kurginian

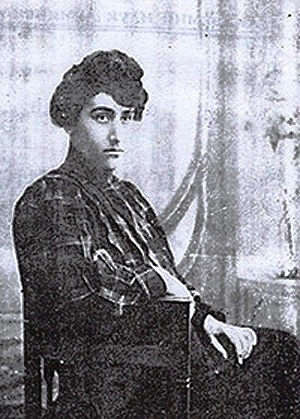

Szuszanik Kurginian zd. Popolian (oryg. orm. Շուշանիկ Կուրղինյան; ur. 18/30 sierpnia 1876 w Aleksandropolu, zm. 24 listopada 1927 w Erywaniu) – ormiańska poetka, twórczyni poezji rewolucyjnej.

## Życiorys
Była córką rzemieślnika. Ukończyła żeńską szkołę przy monasterze w jej rodzinnym mieście, a następnie gimnazjum żeńskie Argutian. Wyszła za mąż za Arszaka Kurginiana, pracownika zakładu jej ojca. W małżeństwie urodził się syn Szawarsz i córka Arszakanusz. Jeszcze podczas nauki wstąpiła do socjaldemokratycznej partii Gnczak (Dzwon) i założyła pierwsze żeńskie kółko tej organizacji w szkole.
W 1903 r. przeniosła się do Rostowa. Pod wrażeniem wystąpień robotniczych podczas rewolucji 1905 r. zaczęła tworzyć poezję rewolucyjną. W 1907 r. wydała tom wierszy Triezwon swobody, w których potępiała władze carskie i rolę duchowieństwa w Rosji, wzywała do wspólnej walki robotników i chłopów. Była pierwszą poetką ormiańską, która wezwała do udziału w ruchu rewolucyjnym również kobiety.
Po klęsce rewolucji stworzyła kolejne utwory, w których potępiała samodzierżawie, opiewała bohaterstwo robotników poległych w walce o wolność oraz męstwo rewolucjonistów skazanych na więzienie lub wygnanie. W 1907 r. wydała kolejny tom wierszy Zwon zari. W swojej twórczości poruszała również tematykę miłości, tęsknoty za ojczyzną, siły i odwagi ormiańskich kobiet-uchodźców.
W 1920 r. założyła we Władykaukazie Ormiański Klub Robotniczy im. Stepana Szaumiana. W 1921 r. wróciła do Erywania. Według niektórych źródeł w latach 20. wydawała kolejne wiersze, w których chwaliła rewolucję październikową. Zmarła w 1927 r. i została pochowana w Erywaniu w Panteonie im. Komitasa.
Z powodu przynależności Kurginian do partii, która domagała się odebrania Turcji ziem historycznej zachodniej Armenii, wbrew polityce rządu radzieckiego, po jej śmierci jej postać popadła w częściowe zapomnienie. O twórczości Kurginian wspominano jedynie okazjonalnie, a pamięć o niej była silniejsza w ormiańskiej diasporze niż w Armeńskiej SRR. Dopiero w ostatnich latach, w niepodległej Armenii poetka stała się symbolem ruchu feministycznego.